# Riverside (Wyoming)
Riverside – miasto w Stanach Zjednoczonych, w stanie Wyoming, w hrabstwie Carbon.